# Друэ, Франсуа-Юбер
Франсуа́-Юбе́р Друэ́ (фр. François-Hubert Drouais), прозванный Друэ Сыном (или Младшим) (Drouais le fils; 14 декабря 1727 года, Париж — 21 октября 1775 года, Париж) — французский живописец портретного жанра стиля рококо, самый известный портретист во Франции конца правления короля Людовика XV.

## Биография
Франсуа-Юбер — представитель большой семьи художников, сын портретиста Юбера Друэ (1699—1767); отец живописца Жан-Жермена Друэ (1763—1788). Начальное художественное образование получил под руководством отца, а затем совершенствовался у Доната Нонотта, Шарля Ванлоо, Шарля-Жозефа Натуара и Франсуа Буше.
В 1758 году был избран в члены Королевской Академии живописи и скульптуры, впоследствии заседал в ней в качестве советника и имел звание придворного живописца в Версале. Он стал одним из любимых художников мадам де Помпадур, знаменитый портрет которой, написанный в 1763—1764 годах, ныне хранится в Национальной галерее в Лондоне.
Франсуа-Юбер Друэ быстро приобрёл известность при дворе, создавая портреты членов королевской семьи и придворных, в частности мадам Дюбарри, мадам де Тaнсен, многих известных художников, например, Эдме Бушардона. Мало заботясь о передаче психологии своих моделей, он охотно предавался лести, идеализируя свои модели, в то же время внося в придворный портрет своеобразие, отличающее его произведения от «барочного величия Риго и мифологических аллегорических произведений Натье».
Друэ с успехом писал детские и семейные групповые портреты, помещая портретируемых в правдивую обстановку, в отличие от театральных композиций Франсуа Буше или сентиментальных портретов Элизабет Виже-Лебрен. Дидро признавал в его портретах «приятное изобретение», но писал, что «перед нами не живая плоть, а… маски из той тонкой кожи, из какой делают страсбургские перчатки». Идеализация модели приводит его к некоторой поверхностности, а «фарфоровые тона плоти, несколько искусственные и преувеличенные, связывают его искусство с поколением Натье». Однако он показывает талант в «постановке анекдотических деталей», домашних животных и аксессуаров, которые раскрывают определённый талант к натюрморту и делает его доминирующей фигурой во французской портретной живописи конца правления Людовика XV.

## Галерея

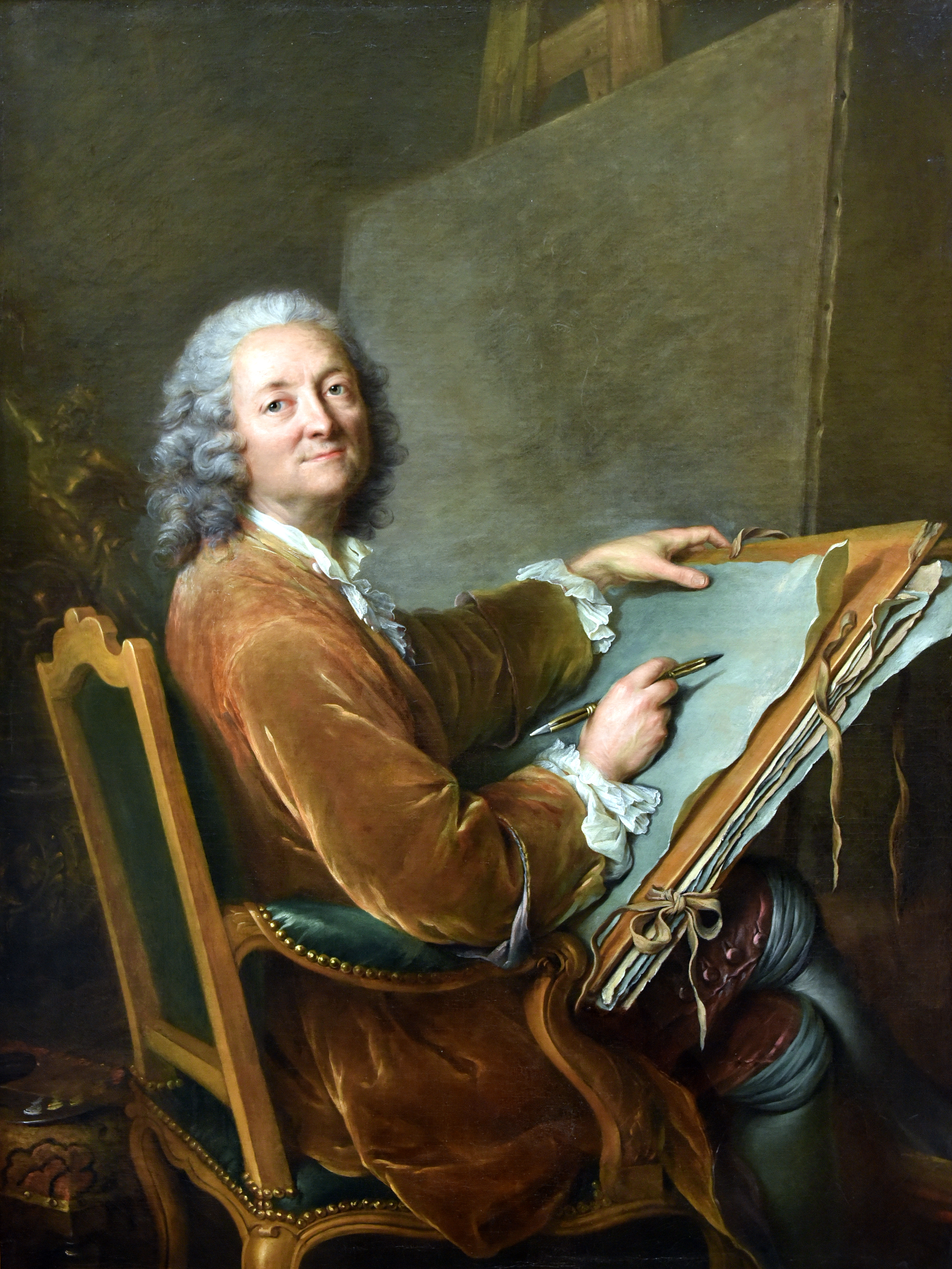
Портрет отца, Юбера Друэ. 1760. Холст, масло. Национальный музей изобразительных искусств, Стокгольм
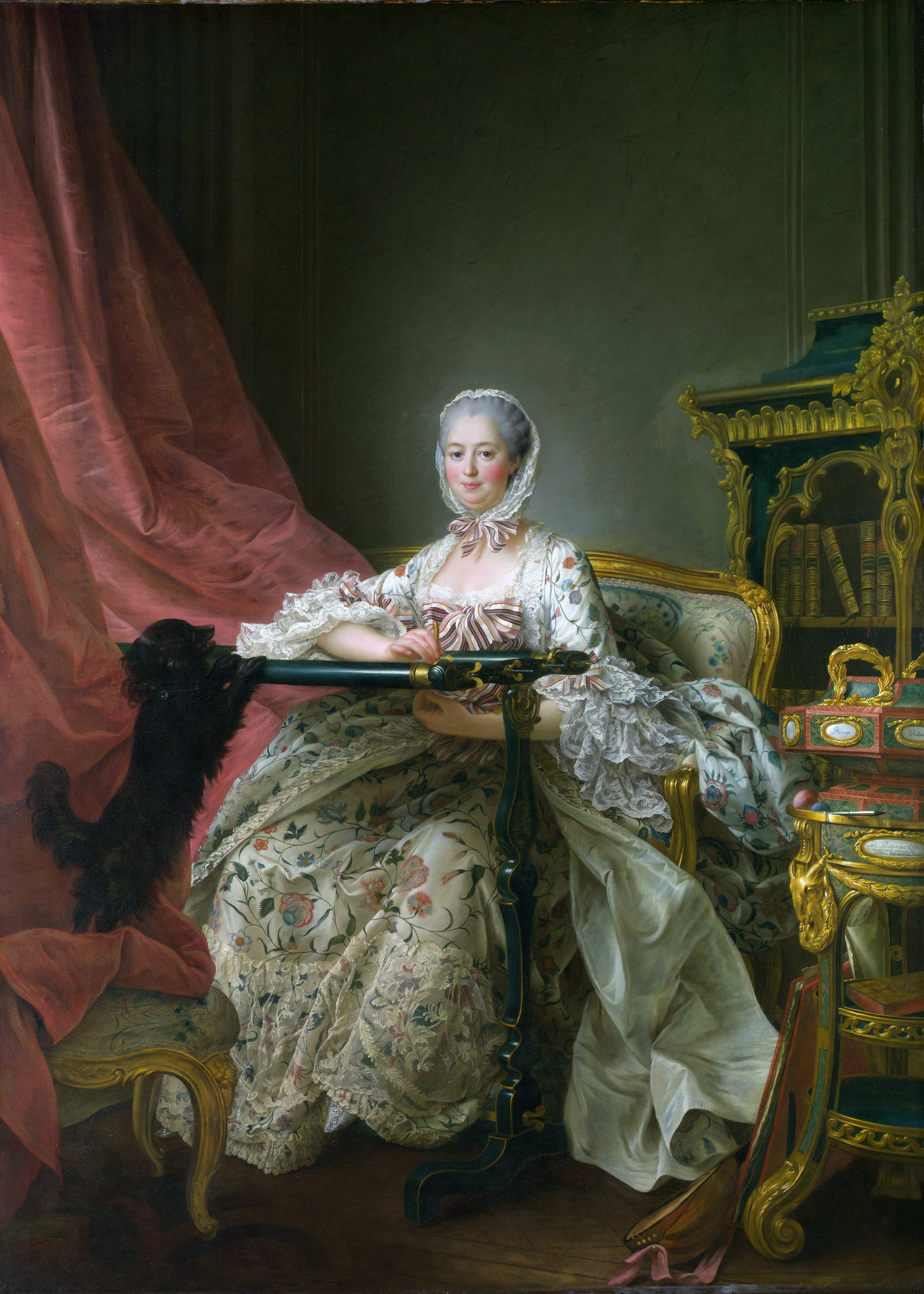
Портрет мадам де Помпадур. Между 1763 и 1764. Холст, масло. Национальная галерея, Лондон
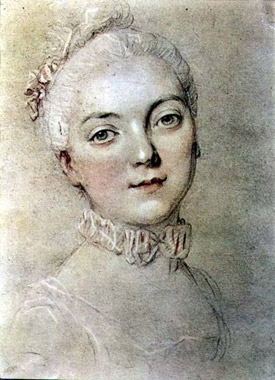
Mадам Дюбарри. Бумага, карандаш, пастель. Частное собрание
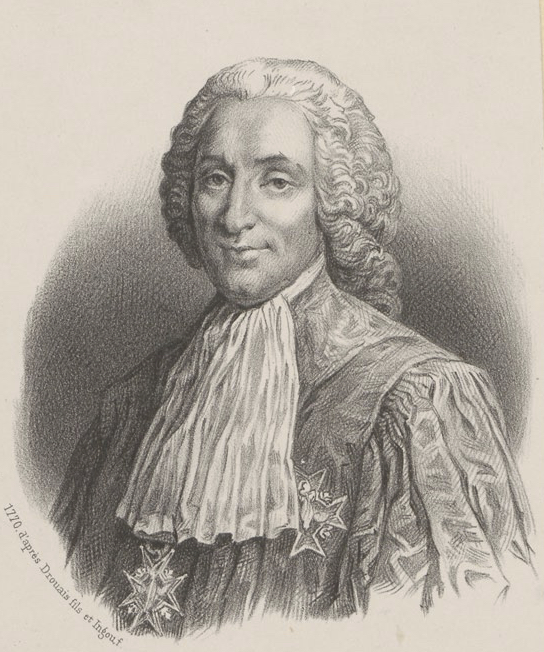
Портрет Армана-Жерома Биньона. 1770. Литография по рисунку Друэ
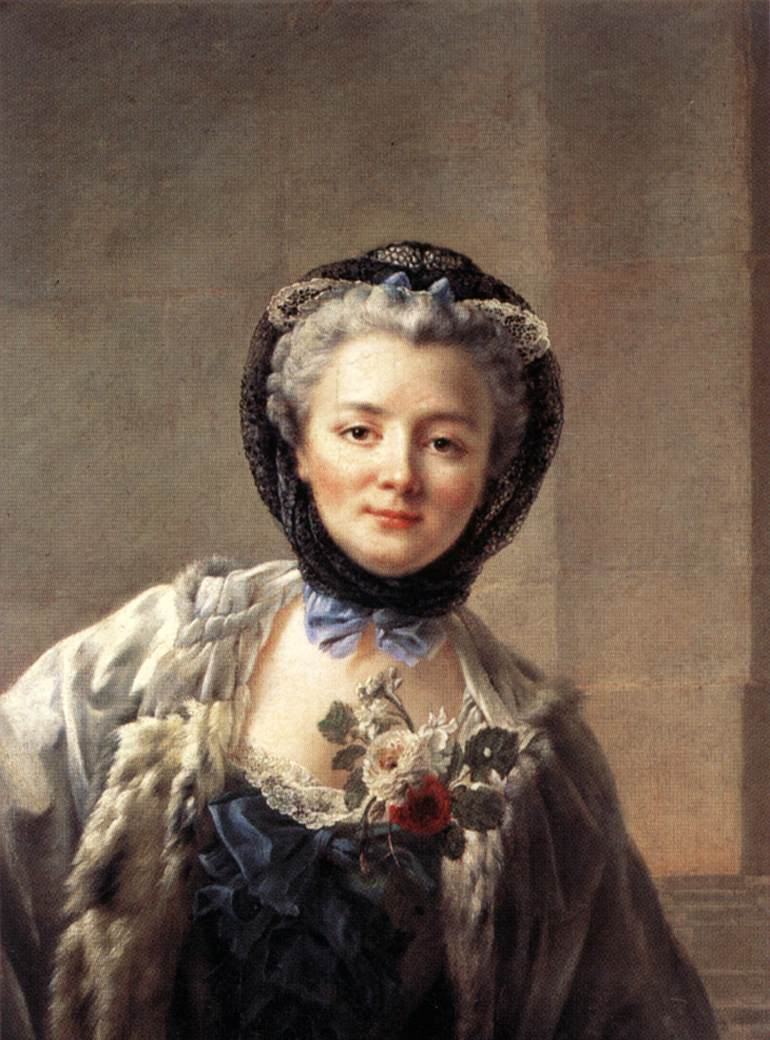
Mадам Друэ. Ок. 1758. Холст, масло. Лувр, Париж
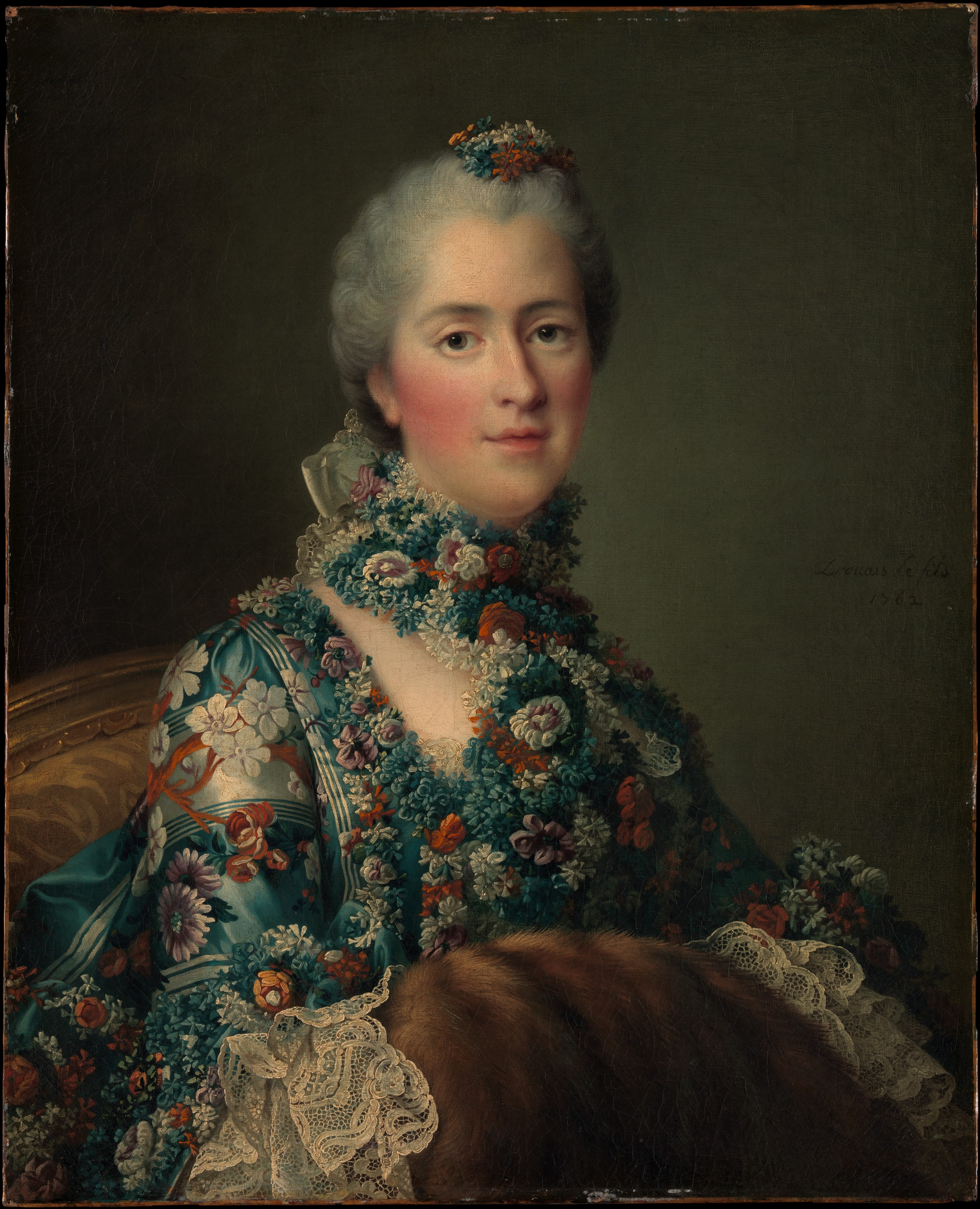
Мадам Софи де Франс. 1762. Холст, масло. Метрополитен-музей, Нью-Йорк
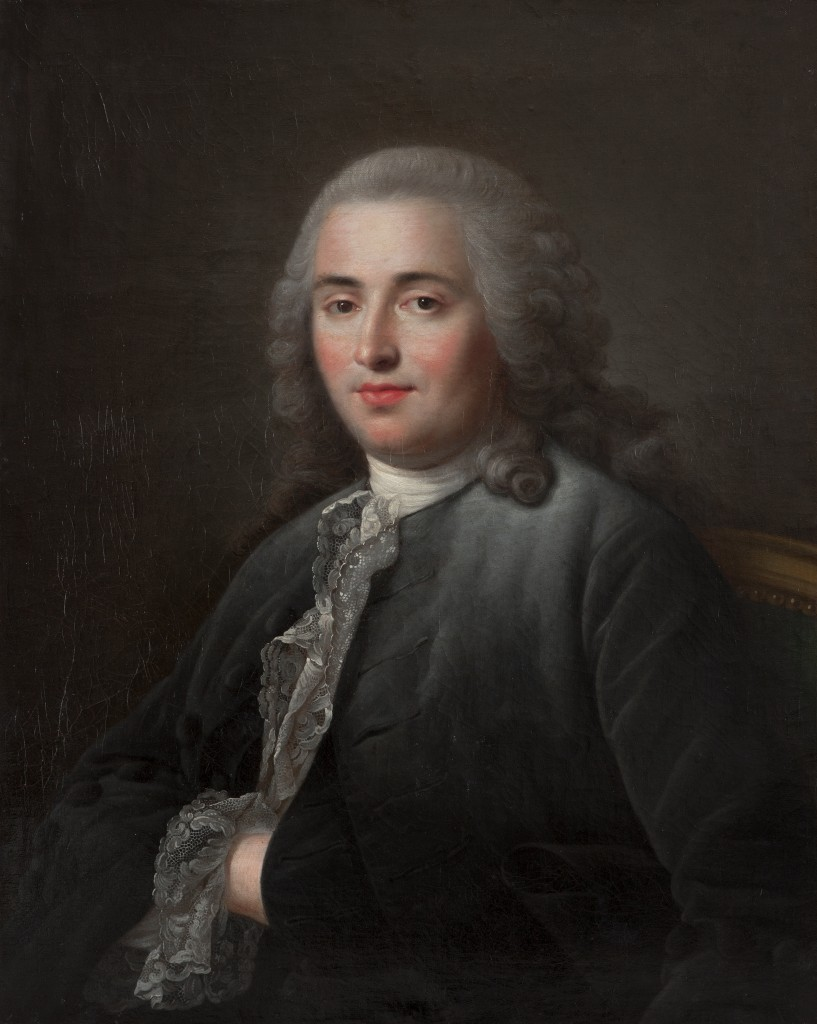
Портрет де Тюрго. Ок. 1775. Холст, масло
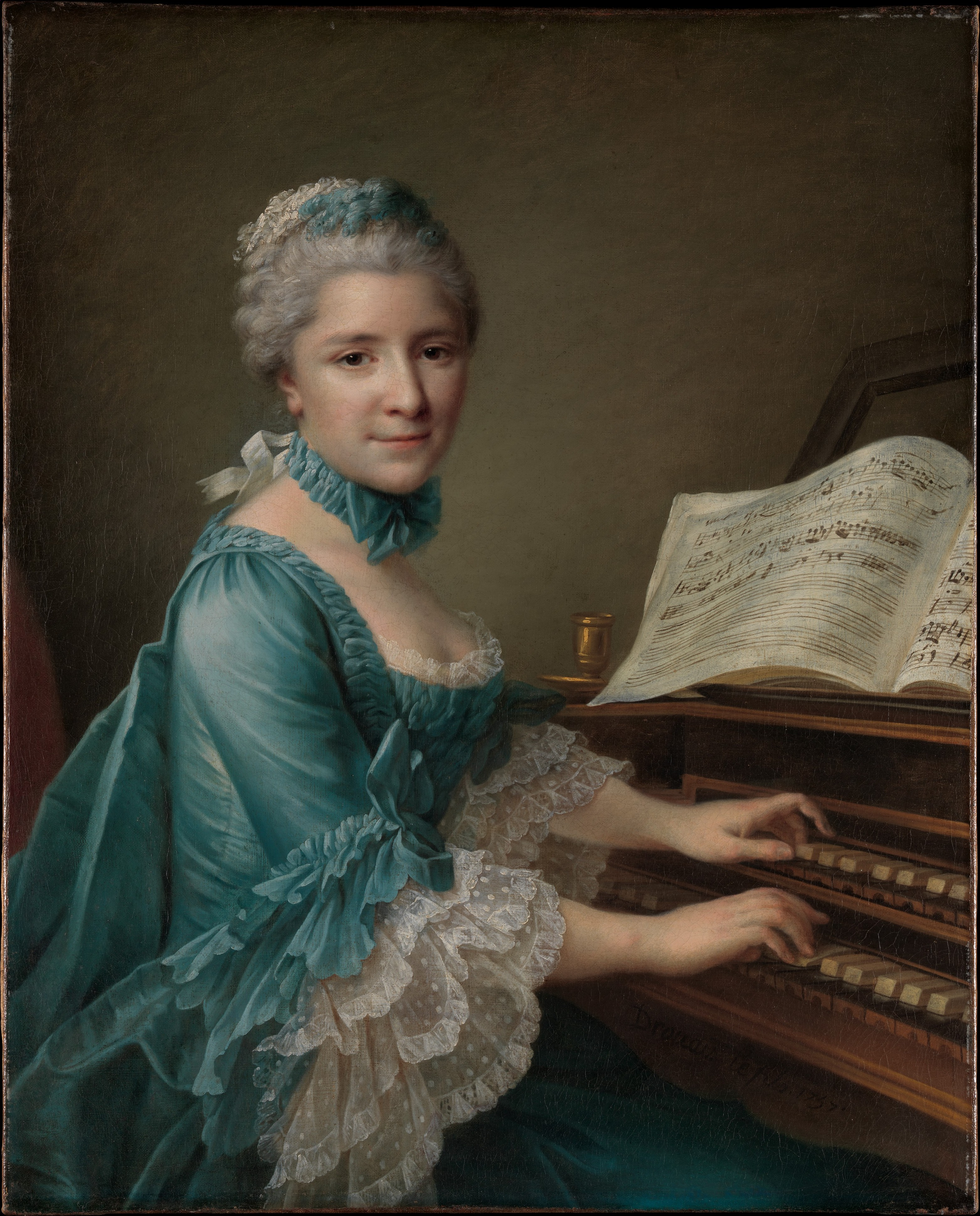
Портрет Юстины Фавар. 1757. Холст, масло. Метрополитен-музей, Нью-Йорк
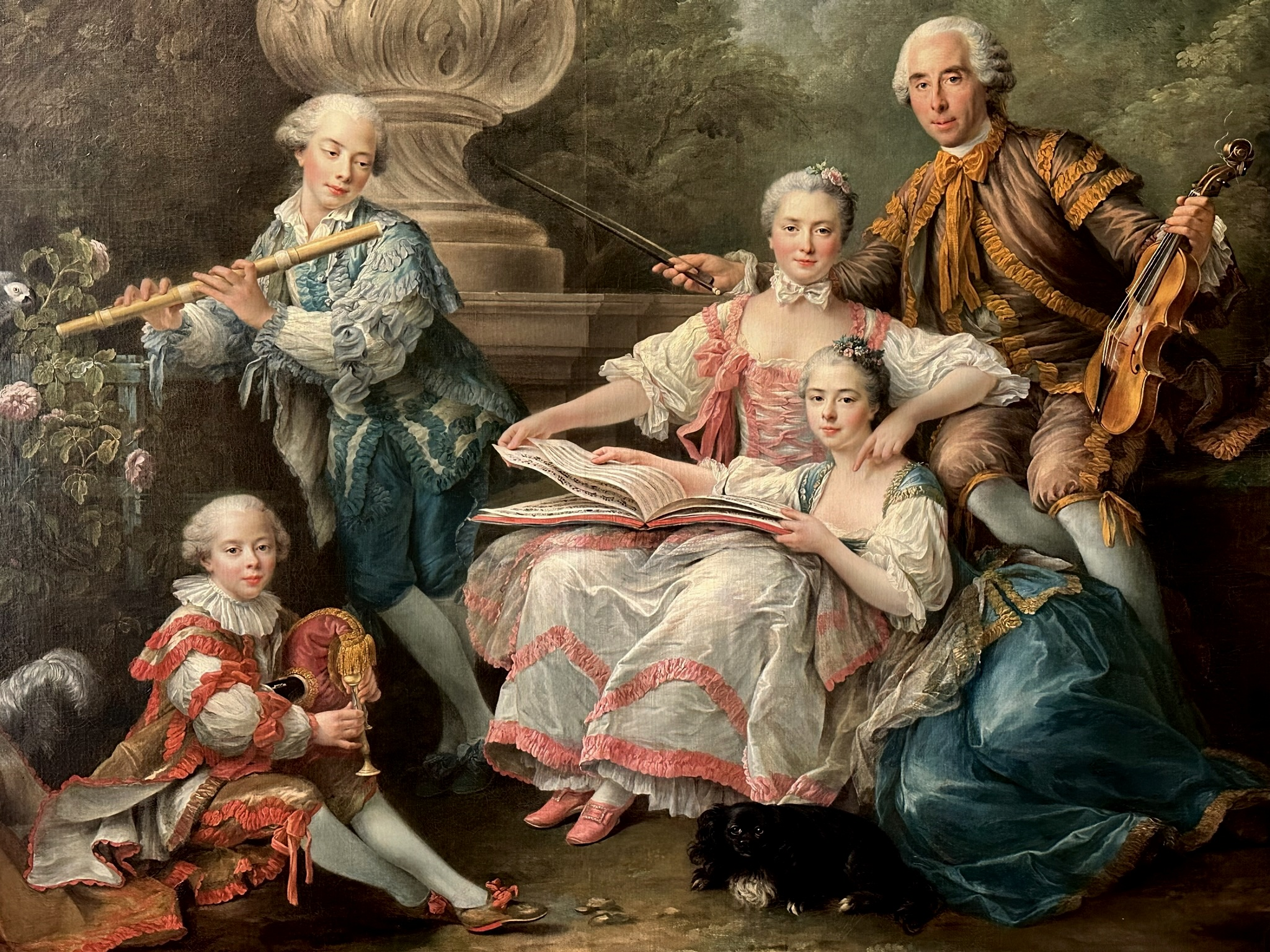
Семья де Сурше. 1756. Холст, масло. Версаль
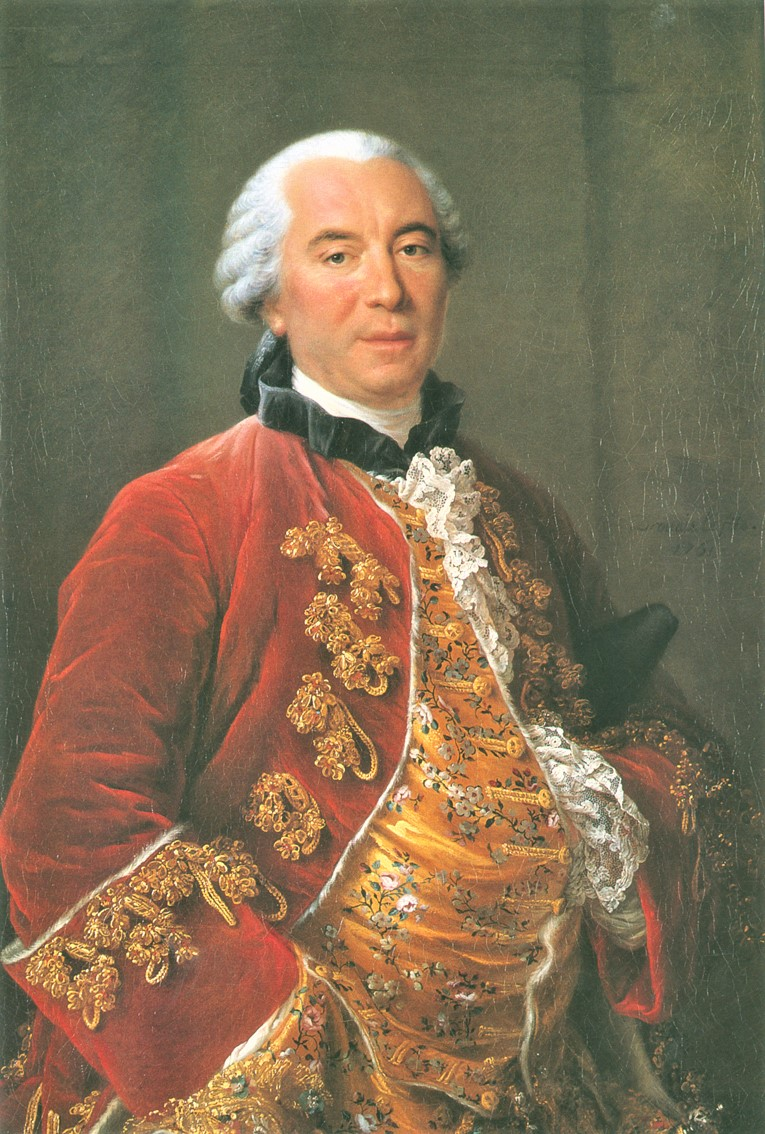
Портрет Жоржа-Луи Леклерка  де Бюффона. 1753. Холст, масло. Музей Бюффона, Монбар